# Nemanja Miletić (calciatore 16 gennaio 1991)
Nemanja Miletić (in serbo Немања Милетић?; Kosovska Mitrovica, 16 gennaio 1991) è un calciatore serbo, difensore del Volo.

## Caratteristiche tecniche
È un difensore centrale.

## Carriera

### Club
È cresciuto nelle giovanili dello Sloga Kraljevo.

### Nazionale
Tra il 2018 ed il 2019 ha giocato complessivamente 3 partite con la nazionale serba.

## Statistiche

### Presenze e reti nei club
Statistiche aggiornate al 6 gennaio 2017.
| Stagione              | Squadra               | Campionato            | Campionato | Campionato | Coppe nazionali | Coppe nazionali | Coppe nazionali | Coppe continentali | Coppe continentali | Coppe continentali | Altre coppe | Altre coppe | Altre coppe | Totale | Totale | Totale |
| Stagione              | Squadra               | Comp                  | Pres       | Reti       | Comp            | Pres            | Reti            | Comp               | Pres               | Reti               | Comp        | Pres        | Reti        | Pres   | Reti   |        |
| --------------------- | --------------------- | --------------------- | ---------- | ---------- | --------------- | --------------- | --------------- | ------------------ | ------------------ | ------------------ | ----------- | ----------- | ----------- | ------ | ------ | ------ |
| 2009-2010             | Sloga Kraljevo        | 2L                    | 2          | 0          | KS              | 0               | 0               |                    | -                  | -                  |             | -           | -           | 2      | 0      |        |
| 2010-2011             | Sloga Kraljevo        | 3L                    | 22         | 2          | KS              | 1               | 0               |                    | -                  | -                  |             | -           | -           | 23     | 2      |        |
| 2011-2012             | Sloga Kraljevo        | 2L                    | 31         | 0          | KS              | 0               | 0               |                    | -                  | -                  |             | -           | -           | 31     | 0      |        |
| 2012-2013             | Sloga Kraljevo        | 2L                    | 29         | 0          | KS              | 1               | 0               |                    | -                  | -                  |             | -           | -           | 30     | 0      |        |
| 2013-2014             | Sloga Kraljevo        | 2L                    | 29         | 1          | KS              | 1               | 0               |                    | -                  | -                  |             | -           | -           | 30     | 1      |        |
| Totale Sloga Kraljevo | Totale Sloga Kraljevo | Totale Sloga Kraljevo | 113        | 3          |                 | 3               | 0               |                    | -                  | -                  |             | -           | -           | 116    | 3      |        |
| 2014-2015             | Borac Čačak           | SL                    | 16         | 0          | KS              | 1               | 0               |                    | -                  | -                  |             | -           | -           | 17     | 0      |        |
| 2015-gen. 2016        | Borac Čačak           | SL                    | 20         | 1          | KS              | 2               | 0               |                    | -                  | -                  |             | -           | -           | 22     | 1      |        |
| Totale Borac Čačak    | Totale Borac Čačak    | Totale Borac Čačak    | 36         | 1          |                 | 3               | 0               |                    | -                  | -                  |             | -           | -           | 39     | 1      |        |
| gen.-giu. 2016        | Vojvodina             | SL                    | 12         | 1          | KS              | 1               | 0               |                    | -                  | -                  |             | -           | -           | 13     | 1      |        |
| ago. 2016             | Vojvodina             | SL                    | 4          | 0          | KS              | 0               | 0               | UEL                | 8                  | 0                  |             | -           | -           | 12     | 0      |        |
| Totale Vojvodina      | Totale Vojvodina      | Totale Vojvodina      | 16         | 1          |                 | 1               | 0               |                    | 8                  | 0                  |             | -           | -           | 25     | 1      |        |
| 2016-2017             | Westerlo              | PL                    | 20         | 0          | CB              | 0               | 0               |                    | -                  | -                  |             | -           | -           | 20     | 0      |        |
| 2017-2018             | Partizan              | SL                    | 20         | 0          | KS              | 2               | 0               | UCL+UEL            | 1+8                | 0                  |             | -           | -           | 31     | 0      |        |
| Totale carriera       | Totale carriera       | Totale carriera       | 205        | 5          |                 | 9               | 0               |                    | 17                 | 0                  |             | -           | -           | 231    | 5      |        |

### Cronologia presenze e reti in nazionale
| Cronologia completa delle presenze e delle reti in nazionale ― Serbia | Cronologia completa delle presenze e delle reti in nazionale ― Serbia | Cronologia completa delle presenze e delle reti in nazionale ― Serbia | Cronologia completa delle presenze e delle reti in nazionale ― Serbia | Cronologia completa delle presenze e delle reti in nazionale ― Serbia | Cronologia completa delle presenze e delle reti in nazionale ― Serbia | Cronologia completa delle presenze e delle reti in nazionale ― Serbia | Cronologia completa delle presenze e delle reti in nazionale ― Serbia |
| Data                                                                  | Città                                                                 | In casa                                                               | Risultato                                                             | Ospiti                                                                | Competizione                                                          | Reti                                                                  | Note                                                                  |
| --------------------------------------------------------------------- | --------------------------------------------------------------------- | --------------------------------------------------------------------- | --------------------------------------------------------------------- | --------------------------------------------------------------------- | --------------------------------------------------------------------- | --------------------------------------------------------------------- | --------------------------------------------------------------------- |
| 14-10-2018                                                            | Bucarest                                                              | Romania                                                               | 0 – 0                                                                 | Serbia                                                                | UEFA Nations League 2018-2019 - 1º turno                              | -                                                                     | 77’                                                                   |
| 10-10-2019                                                            | Kruševac                                                              | Serbia                                                                | 1 – 0                                                                 | Paraguay                                                              | Amichevole                                                            | -                                                                     | 46’                                                                   |
| 14-10-2019                                                            | Vilnius                                                               | Lituania                                                              | 1 – 2                                                                 | Serbia                                                                | Qual. Euro 2020                                                       | -                                                                     |                                                                       |
| Totale                                                                |                                                                       | Presenze                                                              | 3                                                                     |                                                                       | Reti                                                                  | 0                                                                     |                                                                       |

## Palmarès

### Club

#### Competizioni nazionali
- Srpska Liga Ovest: 1

Sloga Kraljevo: 2010-2011
- Coppa di Serbia: 1

Partizan: 2018-2019
- Coppa di Cipro: 1

Omonia: 2022-2023